# Myrcia grammica
Myrcia grammica là một loài thực vật có hoa trong Họ Đào kim nương. Loài này được (Spreng.) D.Legrand mô tả khoa học đầu tiên năm 1962.